# Impatiens columbaria
Impatiens columbaria är en balsaminväxtart som beskrevs av J.J. Bos. Impatiens columbaria ingår i släktet balsaminer, och familjen balsaminväxter. Inga underarter finns listade i Catalogue of Life.